# NSU 8/40 PS
Der NSU 8/40 PS war ein PKW der Mittelklasse, den die Neckarsulmer Fahrzeugwerke Aktiengesellschaft in den Jahren 1925 bis 1927 bauten. Er war der Nachfolger des Modells 8/24 PS.
Der wassergekühlte Motor war ein Vierzylinder-Reihenmotor, mit einem Hubraum von 2088 cm³ (Bohrung × Hub = 77,8 × 110 mm), der 40 PS (29 kW) bei 2800/min leistete. Dieser Motor hatte eine dreifach gelagerte Kurbelwelle, eine Magnetzündung, eine Druckumlaufschmierung und stehende Ventile in einem L-Zylinderkopf. Der Kraftstofftank lag hinten. Der Kraftstoff wurde durch Unterdruck nach vorne in den Vergaser gefördert. Die Motorkraft wurde über eine Lamellenkupplung im Ölbad, ein Vierganggetriebe mit innen rechts angebrachter Kulissenschaltung und eine Kardanwelle auf die Hinterräder übertragen. Der Radstand der Wagen betrug 3150 mm, ihre Spurweite 1300 mm vorne und 1350 mm hinten. Das Gewicht der Limousine lag bei 1440 kg, die Höchstgeschwindigkeit bei etwa 90 km/h.
NSU fertigte bei diesem Modell nur noch die Fahrgestelle und Motoren. Die Karosserien wurden von Schebera, Autenrieth oder den Karosseriewerken Weinsberg zugeliefert.
1926 wurde der Schalthebel in die Wagenmitte verlegt. Im darauffolgenden Jahr wurde das Mittelklassemodell ohne Nachfolger eingestellt.